# The Chieftains 1
The Chieftains 1 es el primer álbum publicado por el grupo musical irlandés The Chieftains en 1963. El nombre del álbum era The Chieftains, ya que estaba destinado a ser su única grabación, por lo que no necesita ninguna numeración añadiéndose posteriormente al ir editándose los sucesivos discos.

## Listado de canciones
1. Se Fath Mo Bhuartha / The Lark on the Strand / An Fhallaingin Mhuimhneach / Trim The Velvet - 8:10
2. An Combra Donn / Murphy's - 4:22
3. Cailin Na Grunigne Doinne - 2:52
4. Comb Your Hair and Curl It / The Boys of Ballisodare - 3:16
5. The Musical Priest / The Queen of May - 3:43
6. The Walls of Liscarroll - 2:44
7. A Dhruimfhionn Donn Dilis - 2:12
8. Connemara Stockings / The Limestone Rock / Dan Breen's - 2:53
9. Casadh An Tsugain - 3:50
10. The Boy In The Gap - 1:23
11. Saint Mary's / Church Street / Garrett Barry's / The Battering Ram / Kitty Goes A-Milking / Rakish Paddy - 6:54

## Créditos
- Paddy Moloney – uilleann pipes, tin whistle
- Martin Fay – fiddle (es un violín adaptado a la música folk)
- Seán Potts – tin whistle
- Dave Fallon – bodhrán
- Michael Tubridy – flauta, concertina, tin whistle